# Peziza buxea
Peziza buxea är en svampart som beskrevs av Quél. 1883. Peziza buxea ingår i släktet Peziza och familjen Pezizaceae.   Inga underarter finns listade i Catalogue of Life.